# Klukovec
Klukovec (makedonska: Клуковец) är en ort i Nordmakedonien. Den ligger i kommunen Veles, i den centrala delen av landet, 40 kilometer sydost om huvudstaden Skopje. Klukovec ligger 334 meter över havet och antalet invånare är 104.